# قرار مجلس الأمن التابع للأمم المتحدة رقم 1322
في قرار مجلس الأمن التابع للأمم المتحدة رقم 1322، المعتمد في 7 أكتوبر 2000، أعرب المجلس، بعد أن أشار إلى القرارات 476 (1980) و478 (1980) و672 (1990) و1073 (1996)، عن أسفه للزيارة التي قام بها أرييل شارون إلى جبل الهيكل (المشار إليه في القرار باسمه العربي الحرم الشريف) وأعمال العنف التي أعقبته، والتي أسفرت عن مقتل أكثر من 80 فلسطينيا، وفقا للقرار. ولم يدين القرار أو يشير إلى وفيات إسرائيلية، على الرغم من أنه يأسف لما وصفه بأنه «العديد من الإصابات الأخرى».
وأكد مجلس الأمن من جديد أن تسوية النزاع يجب أن تستند إلى القرارين 242 (1967) و338 (1973)، اللذين يدعوان إلى إحلال السلام على أساس المفاوضات بين الجانبين الإسرائيلي والعربي. وفي هذا الصدد، أعرب عن تأييده لعملية السلام الإسرائيلية-الفلسطينية، وأكد من جديد ضرورة الاحترام الكامل للأماكن المقدسة للقدس من قبل الجميع.
ووصف القرار زيارة شارون لساحة المسجد الأقصى بأنه «استفزاز» وأعرب عن أسفه للزيارة وكذا أعمال العنف التالية التي وقعت هناك وفي انحاء الأراضى الأخرى التي تحتلها إسرائيل وخاصة استخدام القوة ضد الفلسطينيين. وكان العنف هو الأسوأ منذ سنوات، ومثل بداية الانتفاضة الثانية. ودعا المجلس إلى الوقف الفوري للأعمال العدائية والعودة إلى المفاوضات، ودعا إسرائيل إلى التقيد بمسؤولياتها بموجب اتفاقية جنيف الرابعة المتعلقة بحماية المدنيين في الحرب. وشدد على أهمية إجراء تحقيق موضوعي في الأحداث الأخيرة بهدف منع المزيد من التكرار. وأخيرا، طلب إلى الأمين العام كوفي عنان أن يبقي المجلس على علم بالتطورات.
وقامت ماليزيا برعاية هذا القرار وأيدته عدة بلدان أوروبية. وقد سعت النسخة الاصلية للقرار إلى ادانة قوية لاسرائيل. وقد هددت الولايات المتحدة، التي امتنعت عن التصويت، باستخدام حق النقض (الفيتو) ضد هذه الصيغة، وتم تعديل اللغة لإزالة ذكر اسم إسرائيل بالاسم.

## وصلات خارجية
- نص القرار في undocs.org